# 南原駅
南原駅（ナムォンえき）は、大韓民国全北特別自治道南原市新正洞にある韓国鉄道公社全羅線の駅である。

## 駅構造
- 島式ホーム2面6線の地上駅。

## 駅周辺
- 南原警察署

## 歴史
- 1933年10月15日 - 開業。
- 2004年8月5日 - 現在地に移転。

## 隣の駅
韓国鉄道公社
韓国高速鉄道（KTX）
全州駅 - 南原駅 - 谷城駅
全羅線
獒樹駅 - (書道駅) - (山城駅) - 南原駅 - (周生駅) - (甕井駅) - (金池駅) - 谷城駅